# San o vječnosti
San o vječnosti (Sogno d'eternità) è l'album di debutto del cantante montenegrino Slavko Kalezić, pubblicato il 14 giugno 2014.

## Tracce
1. Krivac – 4:06 (testo: Slavko Kalezić – musica: Marko Drežnjak)
2. Kraj – 4:32 (testo: Slavko Kalezić – musica: Marko Drežnjak)
3. Zašto – 3:39 (testo: Slavko Kalezić – musica: Marko Drežnjak)
4. Borim se (feat. Neda Papović) – 3:53 (testo: Slavko Kalezić – musica: Slavko Kalezić)
5. Scena – 3:31 (testo: Slavko Kalezić – musica: Marko Drežnjak)
6. Nemir – 3:38 (testo: Slavko Kalezić – musica: Marko Drežnjak)
7. You – 3:55 (testo: Slavko Kalezić – musica: Marko Drežnjak)
8. Feel the Love – 3:24 (testo: Slavko Kalezić – musica: Marko Drežnjak)
9. Lavice – 3:41 (testo: Slavko Kalezić – musica: Marko Drežnjak)
10. Muza – 3:51 (testo: Slavko Kalezić – musica: Vesko Lazović)